# ریچ کورل
ریچ کورل (انگلیسی: Rich Correll؛ زادهٔ ۱۴ مهٔ ۱۹۴۸) یک هنرپیشه، فیلم‌نامه‌نویس، و کارگردان اهل ایالات متحده آمریکا است. وی از سال ۱۹۶۰ میلادی تاکنون مشغول فعالیت بوده‌است.